# Agylla interposita
Agylla interposita är en fjärilsart som beskrevs av George Francis Hampson 1901. Agylla interposita ingår i släktet Agylla och familjen björnspinnare. Inga underarter finns listade i Catalogue of Life.